# خانجال‌قلعه
خانجال‌قلعه (به لاتین: Khanzhalkala) یک منطقهٔ مسکونی در روسیه است که در شهرستان محرم‌کند واقع شده‌است. خانجال‌قلعه ۰ نفر جمعیت دارد.